# Lãnh thổ Ủy trị Palestine
Palestine Ủy trị  (tiếng Ả Rập: فلسطين Filasṭīn; tiếng Hebrew: פָּלֶשְׂתִּינָה (א"י) Pālēśtīnā (EY), nơi "EY" chỉ "Eretz Yisrael", Đất Israel) là một thực thể địa chính trị dưới quyền Anh, tách ra từ Nam Syria thuộc Ottoman sau chiến tranh thế giới I. Chính quyền dân sự Anh ở Palestine đã quản lý từ năm 1920 cho đến năm 1948. trong thời gian tồn tại của nó lãnh thổ được gọi đơn giản là Palestine, nhưng, trong những năm sau đó, một loạt các tên và mô tả khác đã được sử dụng, bao gồm Palestine Ủy trị thuộc Anh và Palestine thuộc Anh.
Trong Chiến tranh thế giới thứ nhất (1914-1918), một cuộc nổi dậy Ả Rập và lực lượng viễn chinh Ai Cập của Đế quốc Anh dưới quyền Tướng Edmund Allenby đẩy người Turk ra khỏi Levant trong Chiến dịch Sinai và Palestine. Vương quốc Anh đã thoả thuận trong Công văn McMahon-Hussein rằng nó sẽ tôn trọng độc lập Arab nếu họ đã nổi dậy chống lại quân Ottoman, nhưng hai bên đã có những giải thích khác nhau của thỏa thuận này, và cuối cùng Anh và Pháp phân chia diện tích dưới Hiệp ước Sykes-Picot - một hành động phản bội trong mắt của người Ả Rập. Hơn nữa khó hiểu vấn đề đã được Tuyên bố Balfour năm 1917, hứa hẹn hỗ trợ của Anh cho một "nhà nước" của người Do Thái tại Palestine. Vào cuối của cuộc chiến tranh của Pháp và Anh thiết lập một "Quản lý lãnh thổ kẻ thù chiếm đóng" chung tại vùng đã từng Ottoman Syria. Người Anh đã đạt được tính hợp pháp để kiểm soát liên tục của họ bằng cách lấy một ủy nhiệm của Hội Quốc Liên trong tháng 6 năm 1922. Mục tiêu chính thức của ủy nhiệm Hội Quốc Liên là quản lý bộ phận của đế quốc Ottoman không còn tồn tại, vốn đã được kiểm soát của Trung Đông từ thế kỷ 16 ", cho đến khi họ có thể đứng một mình." Chính quyền ủy trị dân sự đã được chính thức với Liên đoàn đồng ý quốc năm 1923 dưới sự ủy nhiệm của Anh cho Palestine, trong đó bao gồm hai khu vực hành chính. Vùng đất phía tây của sông Jordan, được gọi là Palestine, đã thuộc quyền quản lý trực tiếp của Anh cho đến năm 1948. Phía đông đất của Jordan, một vùng bán tự trị gọi là Transjordan, dưới sự cai trị của gia đình Hashemite từ Hijaz, giành được độc lập 1946.
Những xu hướng khác nhau về bản chất và mục đích của lãnh thổ ủy trị thể nhìn thấy đã có trong các cuộc thảo luận liên quan đến tên của thực thể mới này. Theo Biên bản hội IX của Liên đoàn của Ủy ban Thường trực ủy Quốc: